# Oľdza
Oľdza (bis 1948 slowakisch „Olgya“; ungarisch Olgya) ist eine Gemeinde im Südwesten der Slowakei mit 641 Einwohnern (Stand 31. Dezember 2024). Sie gehört zum Okres Dunajská Streda, einem Teil des Trnavský kraj.

## Geographie
Die Gemeinde befindet sich im Westteil der Großen Schüttinsel, einem Teil des slowakischen Donautieflands. Das Ortszentrum liegt auf einer Höhe von 123 m n.m. und ist 11,5 Kilometer von Šamorín, 19,5 Kilometer von Dunajská Streda sowie 29 Kilometer von Bratislava entfernt.
Nachbargemeinden sind Čenkovce im Norden und Osten, Lehnice im Südosten, Mierovo im Süden und Hubice im Westen.

## Geschichte

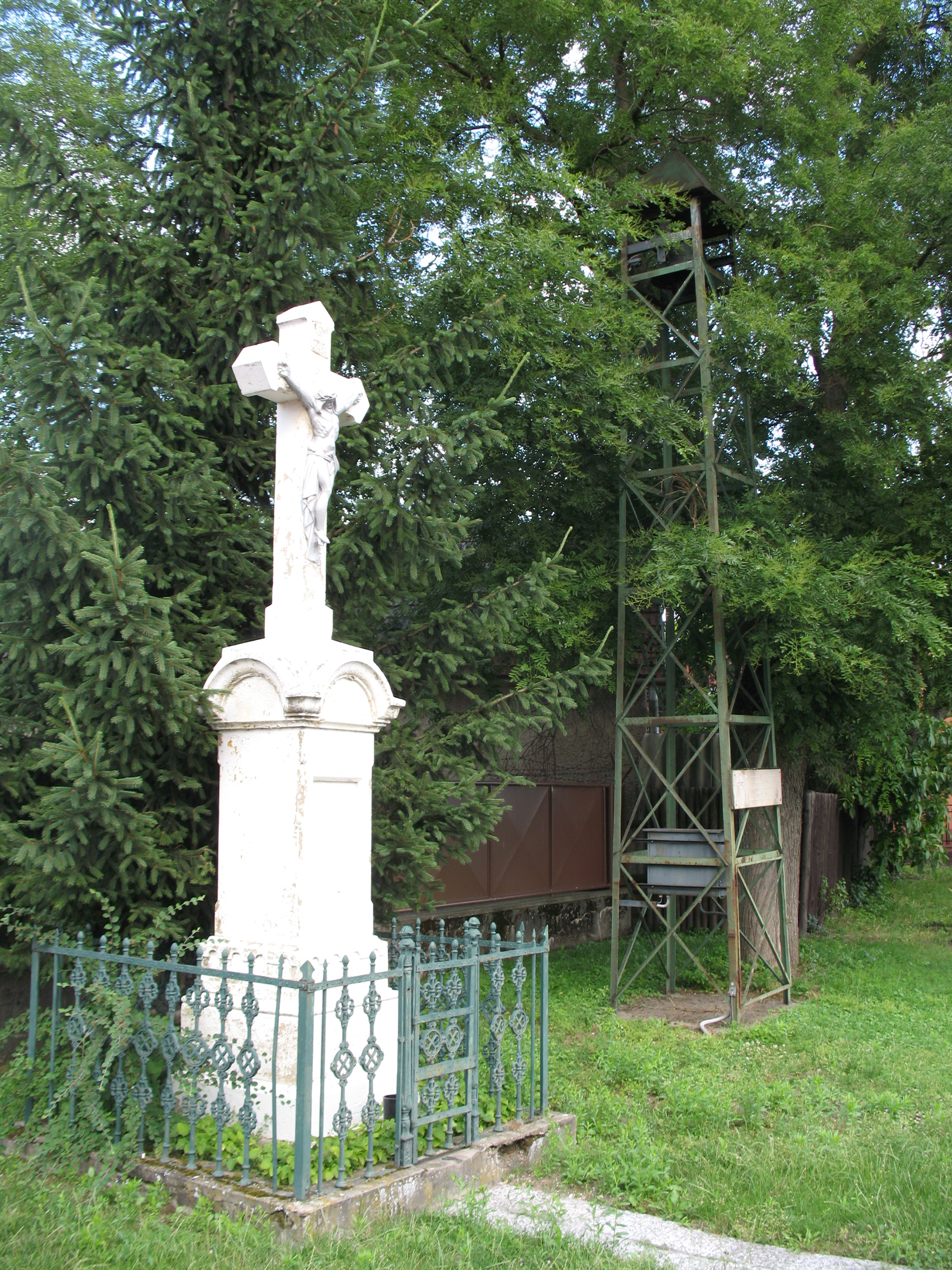
Kreuz im Ort

Oľdza wurde zum ersten Mal 1239 als Ogia schriftlich erwähnt. Das Dorf gehörte anfangs zum Herrschaftsgut der Pressburger Burg, danach der niederadeligen Familie Olgyay, ab dem 17. Jahrhundert teilweise den Familien Baczák und Udvarnoky. 1828 zählte man 49 Häuser und 366 Einwohner, deren Haupteinnahmequelle Landwirtschaft war.
Bis 1919 gehörte der im Komitat Pressburg liegende Ort zum Königreich Ungarn und kam danach zur Tschechoslowakei beziehungsweise heute Slowakei. 1938–45 lag er aufgrund des Ersten Wiener Schiedsspruchs noch einmal in Ungarn.

## Bevölkerung
| Jahr                | 1994 | 2004     | 2014     | 2024     |
| ------------------- | ---- | -------- | -------- | -------- |
| Anzahl der Personen | 263  | 325      | 457      | 641      |
| Unterschied         |      | +23,57 % | +40,61 % | +40,26 % |

| Jahr                | 2023 | 2024    |
| ------------------- | ---- | ------- |
| Anzahl der Personen | 604  | 641     |
| Unterschied         |      | +6,12 % |

Nach der Volkszählung 2011 wohnten in Oľdza 403 Einwohner, davon 239 Magyaren, 145 Slowaken sowie jeweils ein Deutscher, Kroate, Russine und Tscheche. 15 Einwohner machten keine Angabe. 278 Einwohner bekannten sich zur römisch-katholischen Kirche, 18 Einwohner zur evangelischen Kirche A. B., vier Einwohner zur reformierten Kirche, drei Einwohner zur griechisch-katholischen Kirche und ein Einwohner zur orthodoxen Kirche; ein Einwohner bekannte sich zu einer anderen Konfession. 57 Einwohner waren konfessionslos und bei 41 Einwohnern wurde die Konfession nicht ermittelt.